# Själsö
Själsö is een plaats in de gemeente, landschap en eiland Gotland en de provincie Gotlands län in Zweden. De plaats heeft 122 inwoners (2005) en een oppervlakte van 38 hectare.
Het dorp is genoemd naar het voormalig eiland (ö) Själsö, dat hier voor de kust lag. In 1829 was er nog sprake van een eiland, maar de geul werd ondiep. In 1846 was ook de geul dichtgeslibd. De naam van het eiland verwees naar de zeehonden (Zweeds säl) die in vroeger tijden lagen. Het eiland werd omringd door de Oostzee, de huidige baai Kronviken en door wat nu bekendstaat onder de oevers van de rivier Själsöån. Het vissersdorp heeft door haar verleden een afwijkende structuur, de vissersboten lagen vanwege de wind namelijk tussen het eiland en Gotland in. Daardoor kwam het dorp van zee te liggen. tegenwoordig liggen de boten, waar vroeger de zeehonden lagen, op het strand.  